# Francolinus gularis
El francolín palustre o francolín palustro (Francolinus gularis) es una especie de ave galliforme de la familia Phasianidae que vive en el noreste del subcontinente indio.

## Descripción
El francolín palustre es un ave esbelta de patas y cuello relativamente largos, y hábitos terrestres. Mide alrededor de 37 cm de largo. El plumaje de sus partes superiores es principalmente pardo con un fino listado crema, mientras que sus partes superiores tienen un veteado blanco y pardo, formado por plumas con centro blanco y bordes pardos. Se caracteriza por su garganta de color castaño anaranjado, también son castañas sus plumas de vuelo de las alas y las exteriores de la cola. Presenta una lista superciliar blanquecina que contrasta con su píleo y lista ocular pardos oscuros.

## Distribución
Se encuentra en el noreste de la India, Bangladés y el sur de Nepal y Bután, sobre todo en los valles del Ganges y del Brahmaputra. La reserva natural de Shuklaphanta en Nepal representa el límite occidental de su distribución.
Como su nombre común indica habita entre los cañaverales, los carrizales y espadañas que crecen junto a las zonas pantanosas, situadas entre los 76 y 300 metros de altitud.